# Kebek
Kebek (zm. XV w.) – chan Złotej Ordy w latach 1414–1417.
Był synem Tochtamysza. Władzę objął  w wyniku obalenia Kerim Berdiego. Utracił ją w wyniku wojny domowej. Schronił się u Uług Mehmeda w Kazaniu. Data jego śmierci nie jest znana. 